# 鋼鐵勳章
是一部2019年美國戰爭電影，由托德·羅賓遜（Todd Robinson）執導和導演。本片由賽巴斯汀·史坦、克里斯多夫·柏麥、威廉·赫特、艾德·哈里斯、山繆·傑克森、傑瑞米·爾文和彼得·方達擔任主角。

## 劇情
故事是在五角大廈工作人員斯科特·霍夫曼（Scott Huffman）和許多退伍軍人的努力下完成的，以紀念授予美國空軍傘降救援隊傘兵威廉·皮森巴格（William H. Pitsenbarger）的榮譽勳章，他在越戰期間飛赴直升機救援任務中，以援助被擊落的士兵和飛行員。

## 反應
在評論匯總網站Rotten Tomatoes上，《鋼鐵勳章》根據63位評論家的支持率達到60％，平均評分為6.21 / 10。 該網站的影評人一致認為，“《鋼鐵勳章》努力地捕捉了激發它的事件，但由於為一個非凡的真實故事服務的出色表現，最終盛行” 。在Metacritic上，這部電影的加權平均分為 基於23位評論家，滿分100分中的52分，表示“綜合評論或平均評論”。

## 資料來源
1. ↑  Tartaglione, Nancy. . Deadline Hollywood. 2020-01-22  [2020-02-05]. （原始内容存档于2021-02-26）.
2. ↑  . Box Office Mojo. IMDb.   [2020-03-04]. （原始内容存档于2020-07-18）.
3. ↑  Young, Robin. . WBUR. 2020-01-23  [2020-01-26]. （原始内容存档于2021-02-28）.
4. ↑  Magidson, Joey. . Hollywood News. 2020-01-22  [2020-01-25]. （原始内容存档于2021-01-08）.
5. ↑  . Rotten Tomatoes.   [2020-04-19]. （原始内容存档于2021-02-25）.
6. ↑  . Metacritic.   [2020-03-05]. （原始内容存档于2020-04-27）.

### 外部連結
- 互联网电影数据库（IMDb）上《鋼鐵勳章》的资料（英文）